# Absolute Dance opus 24
Absolute Dance opus 24, kompilation i serien Absolute Dance udgivet i 1999.

## Spor
| 1  | Blå Øjne                     | Dig Og Mig (Radio Version)                                           |
| 2  | Vengaboys                    | Boom, Boom, Boom, Boom!! (Airplay)                                   |
| 3  | Britney Spears               | Baby One More Time (Davidson Ospina Club Mix)Remix – Davidson Ospina |
| 4  | Mr.Oizo*                     | Flat Beat (Radio Edit)                                               |
| 5  | Southside Spinners           | Luvstruck (Marco V & Benjamin RMX)Remix – Marco V & Benjamin         |
| 6  | DJ Sakin & Friends           | Nomansland (David's Song) (Vocal Radio Cut)                          |
| 7  | Veracocha                    | Carte Blanche (Whisper Edit)                                         |
| 8  | Alter-Native                 | War (Single Edit)                                                    |
| 9  | Boney M. vs. Sash!           | Ma Baker (Extended Radio Edit)                                       |
| 10 | Tina Cousins                 | Forever (Radio Edit)                                                 |
| 11 | Lee R                        | Tarzan Boy (Radio Edit)                                              |
| 12 | Blue Nature                  | A Life So Changed (Radio Edit)                                       |
| 13 | Kaydee Project               | Parabolique (Radio Cut)                                              |
| 14 | Drömhus                      | Stjärna På Himmelen (Radio Version)                                  |
| 15 | System F                     | Out Of The Blue (Radio Edit)                                         |
| 16 | Ruff Driverz Presents Arrola | La Musica (Radio Edit)                                               |
| 17 | Sugardaddy (3)               | Boom Boom Boom (Radio Mix)                                           |
| 18 | Anastasia                    | Anastasia (Radio Mix)                                                |
| 19 | Danny (9)                    | Señorita                                                             |
| 20 | Barcode Brothers             | These Boots Are Made For Walking (Radio Edit)                        |